# Forteresse de Belvoir
Pour les articles homonymes, voir Belvoir (homonymie).

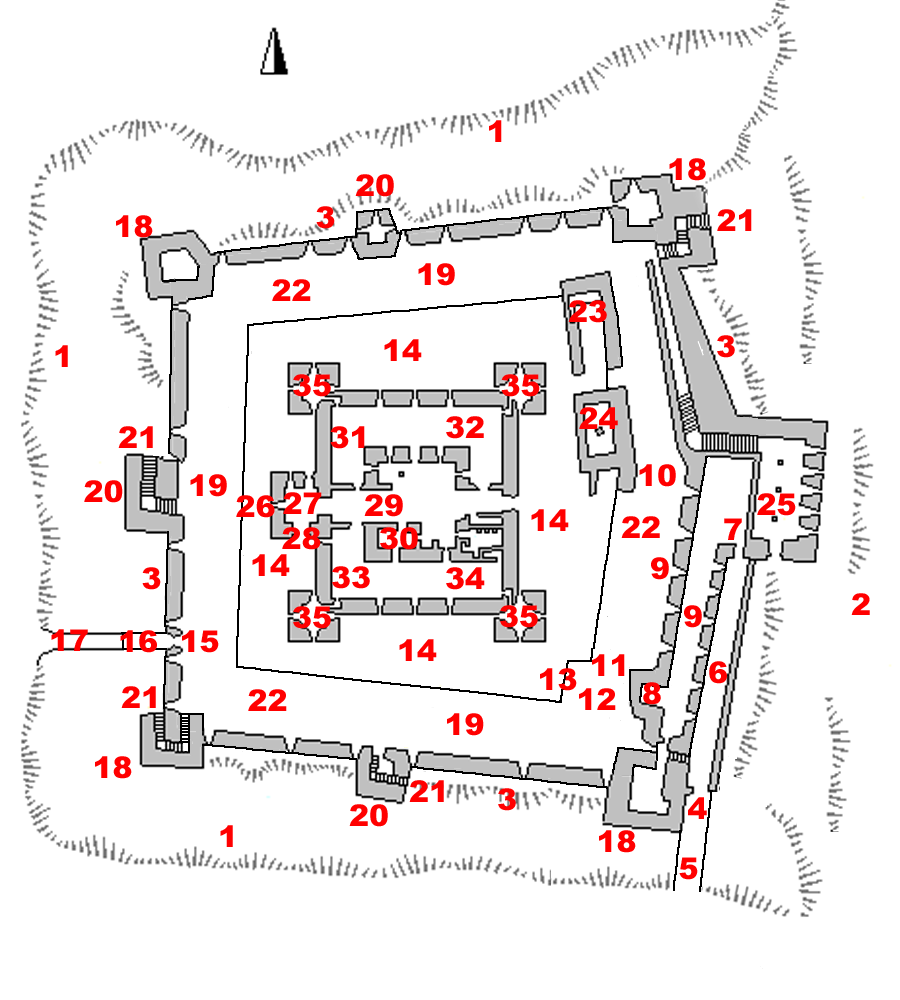
Plan de la forteresse de Belvoir
voir la légende dans le texte ci-contre

La forteresse de Belvoir est une fortification hospitalière des croisades de l'ordre de Saint-Jean de Jérusalem. Elle se trouve dans le royaume de Jérusalem actuellement Israël, au sein du site archéologique de Kokhav ha Yarden, approximativement à 10 kilomètres au sud du lac de Tibériade, sur la rive occidentale du Jourdain.

## Histoire
Avec l'arrivée des croisés, les Chrétiens se taillent des territoires en Terre sainte. Dans la foulée de la première croisade, quatre États sont créés : le comté d'Édesse, la principauté d'Antioche, le comté de Tripoli et le royaume de Jérusalem. Tancrède de Hauteville avec seulement quatre-vingts chevaliers, s’empare de la Galilée et fonde la principauté de Galilée et de Tibériade dont il devient le premier seigneur. Tancrède reçoit en mars 1101, une délégation de la principauté d'Antioche, qui lui demande de prendre la régence de la principauté pendant la captivité de Bohémond de Tarente. Tancrède accepte, cède la Galilée à Baudouin de Jérusalem qui en inféode Hugues de Fauquembergues et se rend à Antioche.
La forteresse de Belvoir est construite au milieu du XIIe siècle par le seigneur Ivo Velos, vassal du comte de Tabarie, qui va la céder en 1168 aux Hospitaliers du grand maître Gilbert d'Aissailly pour 1 400 besants. Ceux-ci comprenant l'importance du site, décident de reconstruire en partie la forteresse.
En juillet 1182, Saladin envahit la Samarie et la Galilée. Il arrive aux environs de Tibériade le 20 juillet et ses troupes pillent les environs de Baisan, Jenin et Acre. Les Francs se portent à leur rencontre. Fin juillet a lieu une bataille indécise entre le château et la bourgade de Forberet : la bataille de Belvoir.
Après la bataille des Cornes de Hattin (4 juillet 1187), Saladin met le siège devant la forteresse qui résistera 18 mois, en janvier 1189. La garnison obtient un sauf-conduit pour se rendre à Tyr, en territoire chrétien. Saladin ordonne la réparation du site. Pourtant, en 1217-1218, la forteresse est méthodiquement détruite. En 1241, Thibault IV de Champagne obtient de l'émir de Damas, Al-Salih Isma’il, de récupérer leur ancienne possession de Belvoir, mais en 1263, elle tombe définitivement sous les assauts du sultan Baybars.
À partir de cette date, Belvoir disparaît pendant plusieurs siècles et laisse la place au village arabe de Kawkab al-Hawâ (en) (Étoile des Vents).

## Situation
Située sur un sommet à une hauteur de 312 m au-dessus du niveau de la mer et à 550 m par rapport à la vallée du Jourdain qui s’étend à ses pieds par l’est, la forteresse de Belvoir est bâtie en bordure du plateau de Naphtali, face aux collines de Guilead, avec vues sur la vallée de Jezreel et le Mont Thabor non loin du pont de Dudaire, actuel pont Allenby.

## La forteresse[6]
La forteresse de Belvoir est le type fini de la forteresse concentrique, du castrum, avec ses deux enceintes concentriques. L'enceinte extérieure est comprise dans un carré de 110 m de côté. Elle est bordée sur trois côtés de douves sèches [1] de 20 m de large par 15 m de profondeur. Le quatrième côté étant formé par l'escarpement [2] lui-même. Ces douves, du simple fait de leur présence, empêchaient l'utilisation de machines de guerre, sauf à la construire sous le feu des assiégés. De plus, elles rendaient difficile la réalisation de sapes d'autant plus que l'escarpe [3] est composé de pierres de basalte retenues par des crampons métalliques.
L'entrée principale de la fortification se faisait par une porte [4], précédée d'un pont [5] qui protégeait un long plan incliné [6] aboutissant à une barbacane [7] commandée, au centre de la face est, par une imposante tour [25]. La barbacane se composait d'une porterie à sas coudée suivie d'une double porte fortifiée [8]. Le plan incliné était sous la protection d'archères [9] et menait à l'entrée de la première défense [10]. Cette entrée, composée d'un porte à ventaux en bois recouverts de plaques métalliques [11] et close de l'intérieur par une lourde poutre, elle était défendue par un assommoir [12]. De là on avait accès à une autre porte [13] qui donnait accès à la deuxième défense [14]. Une deuxième entrée existait sur la face ouest, elle était composée d'une porterie [15] équipée d'un pont-levis [16] précédé d'un pont mobile [17] facile à démolir en cas d'attaque.
La face est est commandée par la tour de défense principale [25]. Chaque angle est défendu par une tour saillant [18] de près de 5 m sur les courtines [19] équipées d'un chemin de ronde. Au milieu des courtines, il y avait une tour intermédiaire [20] peu saillante. Les quatre tours, trois à l'angle sud-ouest et une à l'angle nord-est, comportaient une poterne [21], équipée d'un escalier aux marches très hautes, donnant dans les douves et permettant les sorties contre les assaillants.
Accolés aux murs de défense internes, se trouvait un ensemble de pièces voutées servant d'étables, d'entrepôts et aussi d'habitations [22]. Il y avait aussi une citerne [23] recueillent l'eau par toutes sortes de canalisations et un hammam [24] pour l’hygiène des occupants.
Le castrum intérieur était le domaine des Hospitaliers. Il est inscrit dans un carré de 50 m de côté. L'entrée est à l'ouest par la tour [26] qui se trouve au centre du bâtiment, elle se comporte deux portes avec assommoirs [27] dont les couloirs sont disposés perpendiculairement [28]. Une troisième porte [29] donnait accès à la cour pavée carré de 22 m de côté. Au sud dans la cour, la chapelle [30] était construite en pierre calcaire. Le castrum proprement dit, comportait le réfectoire [31], les cuisines [32] avec trois fours du côté nord. Au sud, probablement la grande salle capitulaire [33] et le dortoir [34] des frères. À chaque angle, quatre tours [35] peu engagées assuraient la défense du castrum.

## Historique des fouilles

### Avant 1963
La plus ancienne description du site semble être celle de Victor Guérin, qui visite Belvoir le 17 juin 1875, dans la matinée. Il décrit les vestiges comme un carré de 160 mètres entouré de larges fossés sur les façades nord, ouest et sud, la façade orientale correspondant à la pente naturelle descendant vers le Jourdain. Il remarque que les pierres extraites pour ménager les fossés ont servi à bâtir la forteresse. Les tours d'angles sont mentionnées, ainsi que celles placées au milieu des pans de murs. Victor Guérin signale aussi la présence dans le site d'une quarantaine de huttes habitées, ainsi que d'habitations aménagées sous les voûtes médiévales. Il remarque au centre une structure arasée qu'il identifie à l'église du monument. Victor Guérin complète son exposé avec des extraits de sources historiques concernant Belvoir.
Conder et Kitchener, militaires anglais, explorent Kawkab al-Hawâ à la même époque. Leur description est un peu plus précise que celle de Victor Guérin. Ils mentionnent l'accès oriental à la forteresse. En son centre, ils décrivent quelques voûtes qu'ils interprètent comme les vestiges d'un donjon. Leur exposé s'accompagne d'un plan des restes visibles à l'époque. Ils ne mentionnent pas l'identification du site avec le Belvoir des croisés.
En 1883, Emmanuel Rey décrit brièvement Belvoir dans un ouvrage dédié aux colonies franques en Syrie au XIIe et XIIIe siècles. À la suite de Conder et Kitchener, il signale "Au milieu de l'enceinte s'élèvent les restes d'un édifice qui fut, selon toute apparence, un donjon formant réduit".
Au cours de l'été 1909, T.E. Lawrence parcourt la Syrie ottomane pour son travail d'archéologie médiévale. Il passe à Belvoir à cette occasion. Il décrit le site : "At Belvoir (Coquet or Kaukab el Howa) was a square enceinte, with square towers at the angles and on the curtain, ranging within a wide valley of the Jordan, a large square keep, of the style of Jebail. It was built in the second half of the twelfth century, and is of the same quality as Hunin",. Pourtant, il déclare ne pas avoir discerné le donjon central et pense que E. Rey a confondu le mur d'une maison arabe avec le donjon. Dans son travail, il publie un plan très schématique représentant seulement l'enceinte extérieure.
En 1912, le père Félix-Marie Abel, dominicain de l'École pratique d'études bibliques de Jérusalem, décrit à nouveau le site. Il évoque le possible donjon au centre de la structure. Il estime le nombre d'habitants du village de Kawkab al-Hawâ à une centaine.

### Les fouilles de M. Ben Dov
Les fouilles, commencées en 1963 sous la direction de Nehemia Zori, du Service des Antiquités d'Israël, ont été reprises entre 1966 et 1968 sous la surveillance de Meir Ben-Dov. La première tâche des archéologues fut le déblaiement de tout ce qui recouvrait le site, et d'abord la démolition du village palestinien de Kawkab al-Hawâ. Puis il fallut enlever les débris accumulés et c'est à ce moment que l'on constata l'existence de la forteresse intérieure, inconnue jusqu'alors et que certains explorateurs avaient interprété comme un donjon.
Les campagnes de fouilles font l'objet de publications partielles dans des revues scientifiques mais il n'existe pas de rapport final. Une partie des trouvailles se trouve dans les réserves archéologiques de Bet Shemesh en Israël et les pièces les plus importantes sont exposées au Musée d'Israël à Jérusalem, notamment les vestiges du décor sculpté de la chapelle. À la suite des fouilles, le site de Belvoir fut aménagé en parc national, géré par la Direction de la Nature et des Parcs.
La campagne de fouilles a aussi montré que le château utilisait en réemploi des éléments d'une synagogue de l'époque byzantine : frises sculptées, pilastres et surtout les fragments d'un linteau portant une menorah. Considérant le nombre important de blocs de réemploi, Ben-Dov suppose que la synagogue était située à proximité du site de la forteresse.

### Les fouilles à partir de 2013
Depuis 2013, une équipe franco-israélienne a repris le travail à Belvoir. À la suite d'études sur les vestiges croisés de Césarée, et notamment l'enceinte fortifiée, il a paru opportun au Centre de recherches français à Jérusalem d'orienter une partie de son travail sur les vestiges archéologiques de l'époque des Croisés.
En 2013 et 2014, deux campagnes de fouilles ont permis de faire l'état des lieux du site : relevé topographique précis des vestiges, typologie des archères, étude des techniques de taille de pierre. La première année, des sondages ont été réalisés au sud du château pour déterminer si les vestiges du village de Kawkab al-Hawâ ne témoignaient pas d'une installation urbaine plus ancienne, datant de l'époque croisée. Ces sondages n'ont révélé qu'une installation récente, de la fin de l'époque ottomane. En 2014, les archéologues ont cherché à déterminer la provenance des blocs de calcaire utilisés dans la construction. La mise au jour d'un important dépôt lapidaire au nord du château, fruit des déblaiements des années 1960 a ouvert un nouveau champ de travail pour les chercheurs : la restitution des élévations, l'amélioration des connaissances sur les techniques de taille et de construction, ainsi que le style propre à Belvoir.

## Sources bibliographiques
- René Grousset, Histoire des croisades et du royaume franc de Jérusalem 3 volumes, Paris, Perrin, 1934
- Stephen C. Spiteri, Fortresses of the Knigts, Book Distributors Limited, Malte, 2001